# SMS Erzherzog Ferdinand Max (1865.)
Za predreadnought bojni brod koji je izgrađen 1905. vidi SMS Erzherzog Ferdinand Max.
Dizajnirao ga je Joseph von Romako za potrebe Habsburške Monarhije za povratak istočnojadranske obale pod okrilje Monarhije. Izrađena su dva slična broda SMS Habsburg i Erzherzog Ferdinand Max. Brodovi su bili potpuno oklopljeni, s 123–90 mm lima, skroz do ispod vodne linije s drvom iza oklopa debelim i do 711 mm. Prvotno je brod trebao biti opremljen s 32 topa s glatkim cijevima, ali je ugrađeno 16 topova koji su ispaljivali čelične kugle mase 25 kg. 1867. je naoružanje zamijenjeno s 14. 7in (178mm) topova. Brod Erzherzog Ferdinand Max je sudjelovao u viškoj bitci 1866. te potopio talijanski SS Re D'Italia probivši mu trup pramcem. Broda je bio pokretan s jednim brodskim vijkom i motorom od 2925 KS koji je tjerao brod istisnine 5130 tona 12,5 čvorova.

## Linkovi
[neaktivna poveznica]